# 朗代勒
朗代勒（法語：Landelles，法語發音：[lɑ̃dɛl]）是法国厄尔-卢瓦省的一个市镇，属于沙特尔区。

## 地理
朗代勒（48°28'5"N, 1°11'55"E）面积10.35 平方千米，位于法国中央-卢瓦尔河谷大区厄尔-卢瓦省，该省份为法国北部内陆省份，北起顺时针与厄尔省、伊夫林省、埃松省、卢瓦雷省、卢瓦-谢尔省、萨尔特省和奧恩省接壤。
朗代勒的时区为UTC+01:00、UTC+02:00（夏令时）。

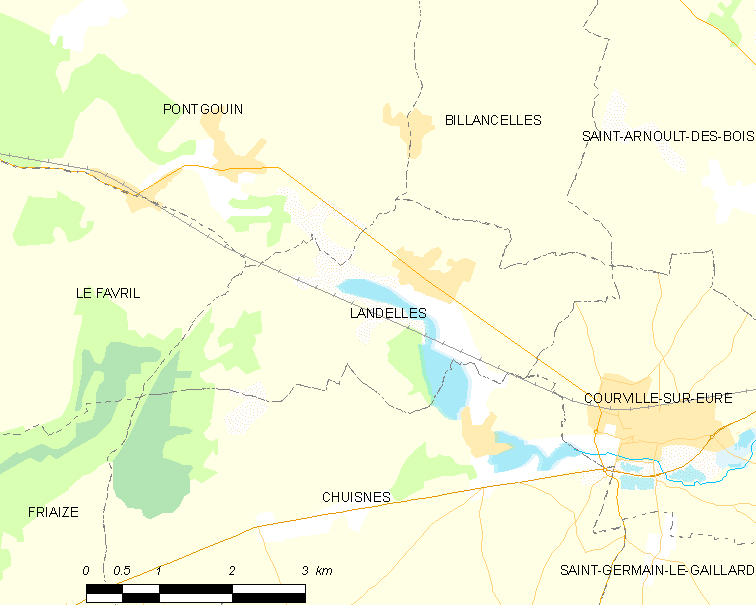
朗代勒的OSM定位图

## 行政
朗代勒的邮政编码为28190，INSEE市镇编码为28203。

## 政治
朗代勒所属的省级选区为伊利耶孔布赖县。

## 人口

1962-2008年间朗代勒人口变化图示

朗代勒于2022年1月1日时的人口数量为631人。